# Lesoto nos Jogos Olímpicos de Verão de 1992
Lesoto competiu nos Jogos Olímpicos de Verão de 1992 em Barcelona, Espanha.

## Resultados por Evento

### Atletismo
100 m masculino
- Bothloko Shebe
  - Eliminatórias — 10.94 (→ não avançou)

5.000 m masculino
- Tello Namane
  - Eliminatórias — 14:33.04 (→ não avançou)

10.000 m masculino
- Patrick Rama
  - Eliminatórias — 30:21.69 (→ não avançou)

Maratona masculina
- Thabiso Moqhali — 2:19.28 (→ 33º lugar)

800 m feminino
- Mantokoane Pitso
  - Eliminatórias — 2:29.77 (→ não avançoue)